# Torre Madliena
La Torre Madliena (en maltés: Torri tal-Madliena), originalmente conocida como Torre della Paulina, es una pequeña torre de vigilancia en Madliena, dentro de los límites de Pembroke, Malta. Se completó en 1658 como la cuarta de las torres de Redín. Los británicos construyeron una batería de artillería al lado de la torre en 1908-1909, y la torre y la batería permanecieron en uso hasta la Segunda Guerra Mundial. Hoy, la batería ya no existe, pero la torre está en buenas condiciones.

## Historia
La Torre Madliena fue construida durante el mandato del gran maestre de la Orden de Malta, Martín de Redín, en 1658 en la costa norte de Malta, en un terreno elevado sobre la costa oeste de Ras l-Irqiqa en Madliena, Pembroke. Fue construido cerca del sitio de un puesto de vigilancia medieval. Al oeste, se vislumbra la Torre de San Marcos, y al este la Torre de San Jorge. La torre originalmente siguió el diseño estándar de las torres de Redín, con una planta cuadrado con dos pisos y una torreta en el techo. En algún momento después de 1741, se cavó un polvorazo en las rocas cercanas a la torre. También se construyó un atrincheramiento en las cercanías de la torre en el siglo XVIII, pero muy pocos restos han sobrevivido.

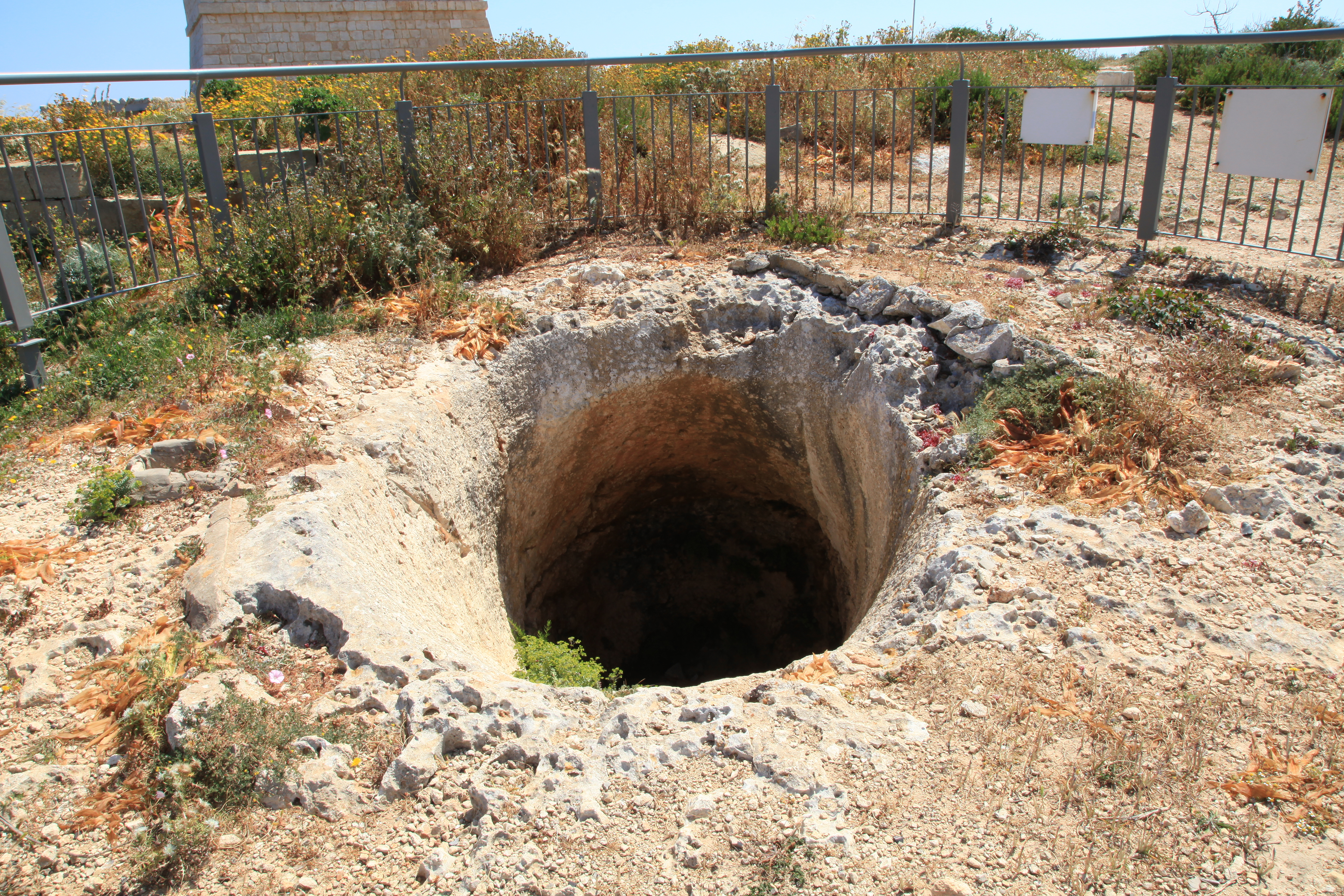
El polvaro ubicado cerca de la torre.

Después de que los británicos obtuvieron el control de Malta, la Torre Madliena continuó sirviendo como instalación militar. Se construyó una cocina adyacente a la esquina suroeste de la torre, pero esto ya estaba en ruinas en 1908 y no quedan restos. Cuando se comenzaron a construir las Líneas Victoria, la torre estaba estratégicamente ubicada al tapar la brecha entre el Fuerte Madalena y el Fuerte Pembroke. De hecho, se modificó para cumplir un papel de defensa costera al estilo de una torre Martello. Entre finales de la década de 1860 o principios de la década de 1870, se reconstruyó su parapeto y se instaló un emplazamiento circular en el techo para montar un arma de avancarga de 64 libras. A pesar de esto, la torre no figura en las listas de armamento del siglo XIX, por lo que el arma probablemente nunca se instaló. 
En 1908, se construyó una batería de práctica nocturna con dos cañones QF de 12 libras cerca de la torre Madliena. La batería se completó en marzo de 1909 y su construcción costó 99 libras esterlinas, 17 chelines y 2 peniques. El buscador de rango de dirección de la batería estaba montado en el techo de la torre. También se construyeron dos almacenes para albergar los armamentos de la batería. Todavía estaba en uso por la Real Artillería de Malta hasta la década de 1920. 
Se montó un reflector para la defensa en la torre en 1935. La torre se volvió a usar en la Segunda Guerra Mundial, cuando se construyó un búnker para albergar una batería de costa.

## Actualmente
Hoy, la torre original y el emplazamiento de la Segunda Guerra Mundial están intactos, pero han sobrevivido muy pocos restos de la Batería de práctica nocturna. Con el tiempo hubo algunas modificaciones y estructuras improvisadas construidas adyacentes a la torre. La puerta original en el segundo nivel se rellenó y ya no era visible, mientras que la placa conmemorativa fue reemplazada por una losa de piedra caliza. Se añadió una puerta de acero en la base de la torre. 
La torre fue entregada a la ONG Fondazzjoni Wirt Artna en 2009. Desde entonces, se ha restaurado con fondos del Fondo Europeo de Desarrollo Regional. Durante el curso de la restauración, se volvió a abrir la puerta original y se repararon los daños estructurales.

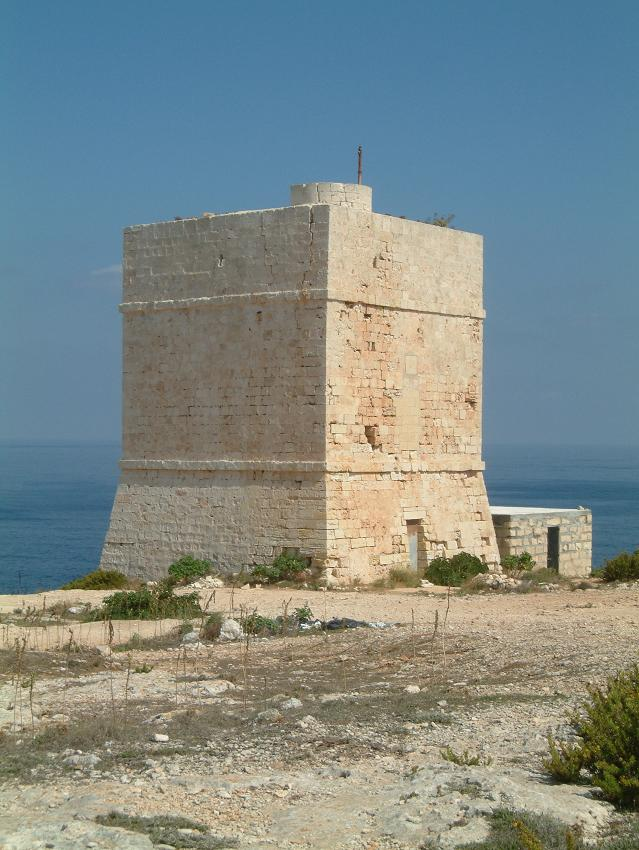
La torre en 2007, antes de la restauración.